# Arima Velodrome
Arima Velodrome is een outdoor wielerbaan in Arima en voetbalstadion voor North East Stars FC.

## Geschiedenis
De wielerbaan werd gebouwd op de oude locatie van een cinemacomplex. De wielerbaan heeft een lengte van 440 meter. Er werden tot in 2016 de nationale kampioenschappen georganiseerd net zoals de Easter International Cycling Grand Prix. In 2016 na de bouw van National Cycling Centre werden de trainingen naar daar verhuisd omdat er geen licht was in de Arima Velodrome. In 2017 werd het de thuisbasis van de voetbalclub North East Stars FC. In 2018 volgde er dan toch nog verlichting. in 2019 werd de laatste Easter Grand Prix er gereden maar die keerde in 2021 na een kleine renovatie aan de baan terug. In 2023 kwamen er plannen voor de renovatie van de velodrome.